# Juriašova dolina
Juriášova dolina – dolina będąca orograficznie prawym odgałęzieniem Doliny Blatnickiej (Blatnická dolina) w Wielkiej Fatrze na Słowacji. Wcina się między grzbiety szczytów Zadná Ostrá (1245 m) i Chládkove úplazy (1228 m). Opada w kierunku południowo-południowo-zachodnim i uchodzi do Doliny Blatnickiej na wysokości około 670 m, naprzeciwko ujścia Bukovej doliny.
Juriášova dolina wyżłobiona jest w skałach wapiennych. Jest sucha i całkowicie porośnięta lasem. Znajduje się w obrębie Parku Narodowego Małej Fatry i rezerwatu przyrody Tlstá.

## Turystyka
Doliną prowadzi żółty szlak odgałęziający się od zielonego szlaku prowadzącego dnem Doliny Blatnickiej. Umożliwia on zwiedzenie z tej doliny masywu Ostrej i Zadnej Ostrej, a także Tlstej, na Zadnej Ostrej i na przełęczy Sedlo Ostrej krzyżuje się z innymi szlakami turystycznymi.
  Juriašova dolina, ustie – Juriašova dolina – Zadná Ostrá – Sedlo Ostrej – Ostra. Odległość 2,9 km, suma podejść 652 m, suma zejść 60 m, czas przejścia 2:05 h, z powrotem 1:35 h.